# Rich Kenah
Richard M. "Rich" Kenah (* 4. August 1970 in Montclair) ist ein ehemaliger US-amerikanischer Mittelstreckenläufer, der vorwiegend im 800-Meter-Lauf in Erscheinung trat.
Seine erfolgreichste Saison absolvierte er 1997. Im März gewann er bei den Leichtathletik-Hallenweltmeisterschaften in Paris die Bronzemedaille über 800 m. Dabei stellte mit einer Zeit von 1:46,16 min eine persönliche Hallenbestleistung auf. In dem Rennen erzielte der Sieger Wilson Kipketer einen Hallenweltrekord (1:42,67 min) und der zweitplatzierte Marokkaner Mahjoub Haida einen Landesrekord (1:45,76 min).
Im August desselben Jahres gewann Kenah auch bei den Leichtathletik-Weltmeisterschaften in Athen die Bronzemedaille. In persönlicher Bestleistung von 1:44,35 min musste er sich nur Wilson Kipketer und Norberto Téllez geschlagen geben. Nur fünf Tage später erzielte Kenah in Zürich mit 1:43,38 min seine Karrierebestleistung im 800-Meter-Lauf. Zum Abschluss der Saison belegte er im September beim IAAF Grand Prix Final in Fukuoka den vierten Platz.
Nachdem er die folgende Saison verletzungsbedingt verpasst hatte, konnte Kenah später nicht mehr an seine früheren Resultate anknüpfen. Bei den Leichtathletik-Weltmeisterschaften 1999 in Sevilla erreichte er noch die Halbfinalrunde, bei den Olympischen Spielen 2000 in Sydney scheiterte er bereits in der Vorrunde. 2000 gelang ihm jedoch noch ein Achtungserfolg. Gemeinsam mit Joey Woody, Karl Paranya und David Krummenacker stellte er mit einer Zeit von 7:13,94 min einen Hallenweltrekord in der selten gelaufenen 4-mal-800-Meter-Staffel auf.
Rich Kenah ist 1,86 m groß und hatte ein Wettkampfgewicht von 72 kg.

## Bestleistungen
- 800 m: 1:43,38 min, 13. August 1997, Zürich
- 1000 m: 2:17,29 min, 11. August 1996, London
- 1500 m: 3:37,63 min, 9. Juli 1997, Linz